# Coeloides filiformis
Coeloides filiformis är en stekelart som beskrevs av Julius Theodor Christian Ratzeburg 1852. Coeloides filiformis ingår i släktet Coeloides och familjen bracksteklar. Enligt den finländska rödlistan är arten sårbar i Finland. Arten är reproducerande i Sverige. Artens livsmiljö är lundskogar. Utöver nominatformen finns också underarten C. f. melanurus.